# 1930年のスポーツ

## 総合競技大会
- 第2回国際学生冬季競技大会（スイス・ダボス・1月4日～12日）
- 第9回極東選手権競技大会（東京・5月24日～31日）
- 第5回国際学生競技大会（ドイツ・ダルムシュタット・8月1日～10日）
- 第1回大英帝国競技大会（カナダ・ハミルトン・8月16日～23日）
- 第3回国際女子競技大会（チェコスロバキア・プラハ・9月）
- 第5回明治神宮体育大会（冬季 - 2月8日～9日）

## アメリカンフットボール
- NFL優勝:グリーンベイ・パッカーズ

## 大相撲
できごと
- 4月29日、宮城内で天覧相撲がおこなわれる。それに際して、いままで土俵上にいた勝負検査役が土俵下におりる。

幕内総合優勝
- 春（1月9日初日、両国国技館）:西大関 豊國福馬（9勝2敗）
- 3月（3月14日初日、大阪中之島）:東横綱 常ノ花寛市（10勝1敗）
- 夏（5月15日初日、両国国技館）:東前頭5枚目 山錦善治郎（11戦全勝）
- 10月（10月10日初日、福岡市須崎裏）:西張出大関 玉錦三右衛門（9勝2敗）

優勝旗手
- 春:東関脇 玉錦三右エ門（9勝2敗）
- 3月:東前頭筆頭 天竜三郎（10勝1敗）
- 夏:同点のため優勝預かり
- 10月:西前頭筆頭 朝潮供次郎（9勝2敗）

## ゴルフ

### 世界4大大会（男子）
- 全米オープン優勝者：ボビー・ジョーンズ（アメリカ）
- 全英オープン優勝者：ボビー・ジョーンズ（アメリカ）

［全米プロゴルフ優勝者：トミー・アーマー（アメリカ）］
ボビー・ジョーンズはアマチュアのゴルファーとして、全米オープンと全英オープンのほかに「全米アマチュア選手権」と「全英アマチュア選手権」を1年のうちにすべて制覇した。この偉業を、本人が「年間グランドスラム」と命名した。男子ゴルフのメジャー大会が現在のような枠組みになったのは、ジョーンズが競技生活を引退した後、1934年にマスターズを創設してからである。したがって、全米プロゴルフ選手権は、この当時はメジャー大会の扱いではなかった。（年度別スポーツ記事一覧では、1929年以前の全米プロゴルフ選手権を括弧書きにする。）

## サッカー
- 第1回FIFAワールドカップ決勝（ウルグアイ・7月30日）
ウルグアイ 4-2 アルゼンチン

## 自転車競技

### ロードレース
- 第18回ジロ・デ・イタリア
総合優勝：ルイジ・マルキシオ（イタリア）
- 第24回ツール・ド・フランス
総合優勝：アンドレ・ルデュック（フランス）

## テニス

### グランドスラム
- 全豪選手権　男子単優勝：エドガー・ムーン（オーストラリア）、女子単優勝：ダフネ・アクハースト（オーストラリア）
- 全仏選手権　男子単優勝：アンリ・コシェ（フランス）、女子単優勝：ヘレン・ウィルス・ムーディ（アメリカ）
- ウィンブルドン　男子単優勝：ビル・チルデン（アメリカ）、女子単優勝：ヘレン・ウィルス・ムーディ（アメリカ）
- 全米選手権　男子単優勝：ジョン・ドエグ（アメリカ）、女子単優勝：ベティ・ナットール（イギリス）

全米選手権優勝者のジョン・ドエグはメキシコ出身で、アメリカで育った選手である。

## 野球

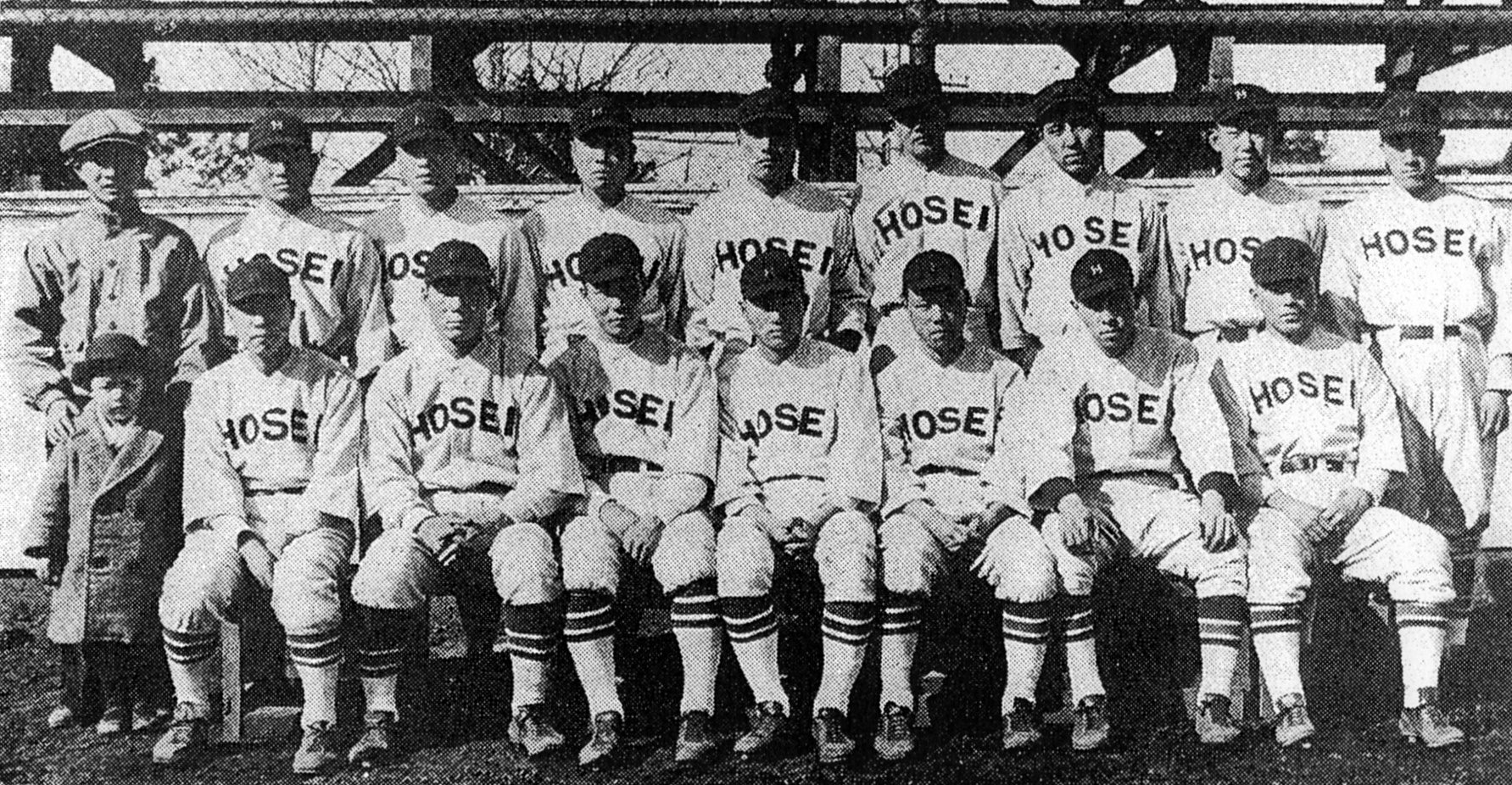
1930年秋の法政大学野球部（後列左から監督の藤田信男、島秀之助、藤井繁、大滝信隆、久保春吉、矢野信男、苅田久徳、武田一義、長沢安治、前列左から鈴木幸蔵、若林忠志、吉田要、鈴木茂、西垣徳雄、倉信雄、松井孝敏）

### 日本

#### 東京六大学野球
- 春 - 慶大が10勝2敗1分で優勝。
- 秋 - 法大が9勝3敗で初優勝。

#### 高専野球
- 第7回全国高等専門学校野球大会決勝（阪神甲子園球場・7月27日）
  - 優勝：第四高校　準優勝：横浜高工

#### 中等野球
- 第7回選抜中等学校野球大会決勝（阪神甲子園球場・4月5日）
第一神港商業（兵庫県） 6-1 松山商業（愛媛県）
- 第16回全国中等学校優勝野球大会決勝（阪神甲子園球場・8月20日）
広島商業（広島県） 8-2 諏訪蚕糸（長野県）

### アメリカ大リーグ
- ワールドシリーズ
フィラデルフィア・アスレチックス（ア・リーグ） （4勝2敗） セントルイス・カージナルス（ナ・リーグ）

## 誕生
- 1月4日 - ドン・シュラ（アメリカ、アメリカンフットボール）
- 1月7日 - ドン・ジマー（アメリカ、野球）
- 1月22日 - 松平康隆（東京都、バレーボール）
- 3月2日 - 吉原功（北海道、プロレス、+1985年）
- 3月9日 - ラリー・レインズ（アメリカ、野球、+1978年）
- 3月11日 - トロイ・ラットマン（アメリカ、レーシングドライバー、+1997年）
- 3月25日 - 長谷川良平（愛知県、野球、+2006年）
- 5月12日 - パトリシア・マコーミック（アメリカ、水泳）
- 6月3日 - 原勝彦（福岡県、野球）
- 8月14日 - アール・ウィーバー（アメリカ、野球）
- 8月16日 - トニー・トラバート（アメリカ、テニス）
- 8月22日 - ジウマール・ドス・サントス・ネヴェス（ブラジル、サッカー）
- 9月5日 - 長沼健（広島県、サッカー、+2008年）
- 9月8日 - ジャネット・アルウェッグ（イギリス、フィギュアスケート）
- 11月17日 - ロバート・マサイアス（アメリカ、陸上競技）
- 11月19日 - クルト・ニールセン（デンマーク、テニス）
- 12月11日 - 松田清（東京都、野球、+2007年）

## 死去
- 4月13日 - 福井覚治（兵庫県、ゴルフ、*1891年）
- 5月13日 - フリチョフ・ナンセン（ノルウェー、探検家、*1861年）
- 6月5日 - エリック・レミング（スウェーデン、陸上競技、*1880年）
- 11月7日 - 大木戸森右エ門（兵庫県、相撲、*1878年）